# Zgornja Senica
Zgornja Senica – wieś w Słowenii, w gminie Medvode. W 2018 roku liczyła 280 mieszkańców.